# Edward Owen "Maes Llaned"
Edward Owen "Maes Llaned" (Llandderfel, condado de Merioneth, Gales, Reino Unido de Gran Bretaña e Irlanda, 6 de febrero de 1846 - Territorio Nacional del Chubut, Argentina, 29 de octubre de 1931) fue un ingeniero, agrimensor, comerciante, presidente del Concejo Municipal del Chubut en tres oportunidades, y pionero de la colonización galesa en el valle inferior del río Chubut y en la isla de Choele Choel, provincia de Río Negro, Argentina.

## Biografía
Nació el 6 de febrero de 1846 en la granja de Ty Uchaf, Llandderfel, cerca del pueblo de Bala, condado de Merioneth, en Gales (Gran Bretaña). Hijo del arrendatario de la granja, Owen Owens y su mujer Mary Jones, quienes tuvieron dos hijos varones más, y tres hijas.
Edward Owen partió hacia la Patagonia el 20 de abril de 1874 desde Liverpool, en la nave Hipparcus con otros 49 pasajeros galeses originarios de distintos lugares de Gales, incluyendo Aberdare, Cardigan, Ruthin y Ffestiniog. 
Al arribar a Chubut en la Patagonia, como a la mayoría de los inmigrantes agricultores, le fueron cedidos 100 hectáreas de tierra en la zona de Drofa Dulog, en el valle inferior del Río Chubut, entre los pueblos de Gaiman y Trelew.
Edward Owen trabajó su chacra transformando la tierra y construyó su propia casa y anexos, introduciendo por primera vez en el Chubut máquinas agrícolas. La chacra fue llamada "Maes Llaned", que traducido del galés significa "lugar de Ed (Eduardo) cerca de la iglesia".
En su chacra tuvo una herrería y un taller mecánico donde construía sus propios carruajes. Concibió su propio molino de agua y generador para producir electricidad utilizando el cauce de agua del cercano río Chubut. Su granja fue la primera en todo el valle, en toda la provincia del Chubut, y posiblemente en toda la Patagonia, en tener electricidad.
En 1876, Edward Owen contrajo matrimonio con Elizabeth (Lisa) Jones, quien había venido a la Patagonia con su madre, su padre adoptivo y tres hermanos desde Aberdare, ella tenía 12 años cuando la familia arribó a las costas de la Patagonia con el velero Mimosa cerca de Puerto Madryn el 28 de julio de 1865 con aproximadamente 162 de los primeros emigrantes galeses que se establecieron en el valle. 
Para 1876 Edward Owen había creado una buena impresión en las autoridades argentinas por sus conocimientos y habilidades ingenieriles, las cuales le solicitaron contratar sus servicios para llevar a cabo el trabajo de relevamiento y medición de las tierras del lado sur del río Chubut, con la intención de prepararlas para nuevos inmigrantes. Esto implicó también el diseño de la red de caminos o senderos más definidos en aquellos días, aptos para conectar la zona de chacras del valle con Puerto Madryn donde los productos agrícolas podían ser exportados.
Por muchos años fue dueño de parte del barco llamado Monte León, utilizado para el comercio entre la colonia y Buenos Aires, y en 1893 fue nombrado presidente de la "Compañía Minera Patagónica Fénix" (en inglés: Phoenix Patagonian Mining Company). Esta era una compañía enteramente galesa creada para explorar las posibilidades de explotar la minería de metales preciosos, en las montañas de los Andes. Francisco Pietrobelli también fue parte de dicha compañía. A pesar de todas estas actividades Edward Owen se hacía tiempo para atender a su culto dominical en la capilla Nazareth en Drofa Dulog, donde fue también diácono y el donante de la tierra donde se construyó la capilla.
Fue presidente de la Comisión Municipal del Chubut (el único municipio en ese entonces, actualmente Gaiman) en los años 1894, 1896 y 1897, y concejal en 1887, 1900 y 1901. También fue miembro y presidente del Consejo Municipal de Trelew al momento de su creación. Owen también fue presidente de la Municipalidad de Rawson en 1895. En su período administrativo se planificó la construcción del edificio para juzgado letrado, cárcel y comisaría.
En 1882 dos de las hermanas de Edward Owen, Catherine y Jane, y sus familias, también habían emigrado de Gales a la Patagonia.
En 1889 la esposa de Owen, Lisa, murió dejando una familia de seis niños de corta edad. Edward Owen se volvió a casar el 14 de enero de 1890 con Mary Rogers, nacida en Llanelli, teniendo seis niños de este matrimonio.
Edward fue copropietario de un barco llamado Monte León, usado por varios años para unir el valle del Chubut con la ciudad de Buenos Aires.
Hacia 1903, Owen estaba dirigiendo las obras de canalización en la zona de Choele Choel. Owen es considerado como el fundador de la colonia galesa rionegrina de Luis Beltrán, que se denominó Villa Galense en sus primeros años. Owen se trasladó a Río Negro a pedido del gobernador del Territorio Nacional José Eugenio Tello, que había sido también gobernador del Chubut. Junto a él llegaron unos setenta hombres con sus familias.
Falleció en 1931 en el valle inferior del río Chubut.